# لیدیا شاکوویچنی دومولکی
لیدیا شاکوویچنی دومولکی (انگلیسی: Lídia Sákovicsné Dömölky؛ زادهٔ ۹ مارس ۱۹۳۶) شمشیرباز زن اهل مجارستان بود.
وی در مسابقات کشوری و بین‌المللی در مجموع برندهٔ ۵ مدال طلا، ۶ مدال نقره، ۱ مدال برنز شده‌است.